# Interseccionalidade
Interseccionalidade (ou teoria interseccional) é o estudo da sobreposição ou intersecção de identidades sociais e sistemas relacionados de opressão, dominação ou discriminação. A teoria sugere e procura examinar como diferentes categorias biológicas, sociais e culturais, tais como gênero, raça, classe, capacidade, orientação sexual, religião, casta, idade, geolocalização e outros eixos de identidade interagem em níveis múltiplos e muitas vezes simultâneos. Este quadro pode ser usado para entender como a injustiça, as opressões e as desigualdades — sociais, raciais, epistêmicas, sistêmicas e estruturais — ocorrem em uma base multidimensional, sem serem suprimidas ou hierarquizadas. A interseccionalidade sustenta que as conceituações clássicas de opressão dentro da sociedade — tais como racismo, sexismo, classismo, colonialismo, patriarcalismo, machismo, capacitismo, xenofobia, bifobia, homofobia e a transfobia e intolerâncias baseadas em crenças — não agem independentemente umas das outras, mas que essas formas de opressão se inter-relacionam, criando um sistema de opressão que reflete o "cruzamento" de múltiplas formas de discriminação.

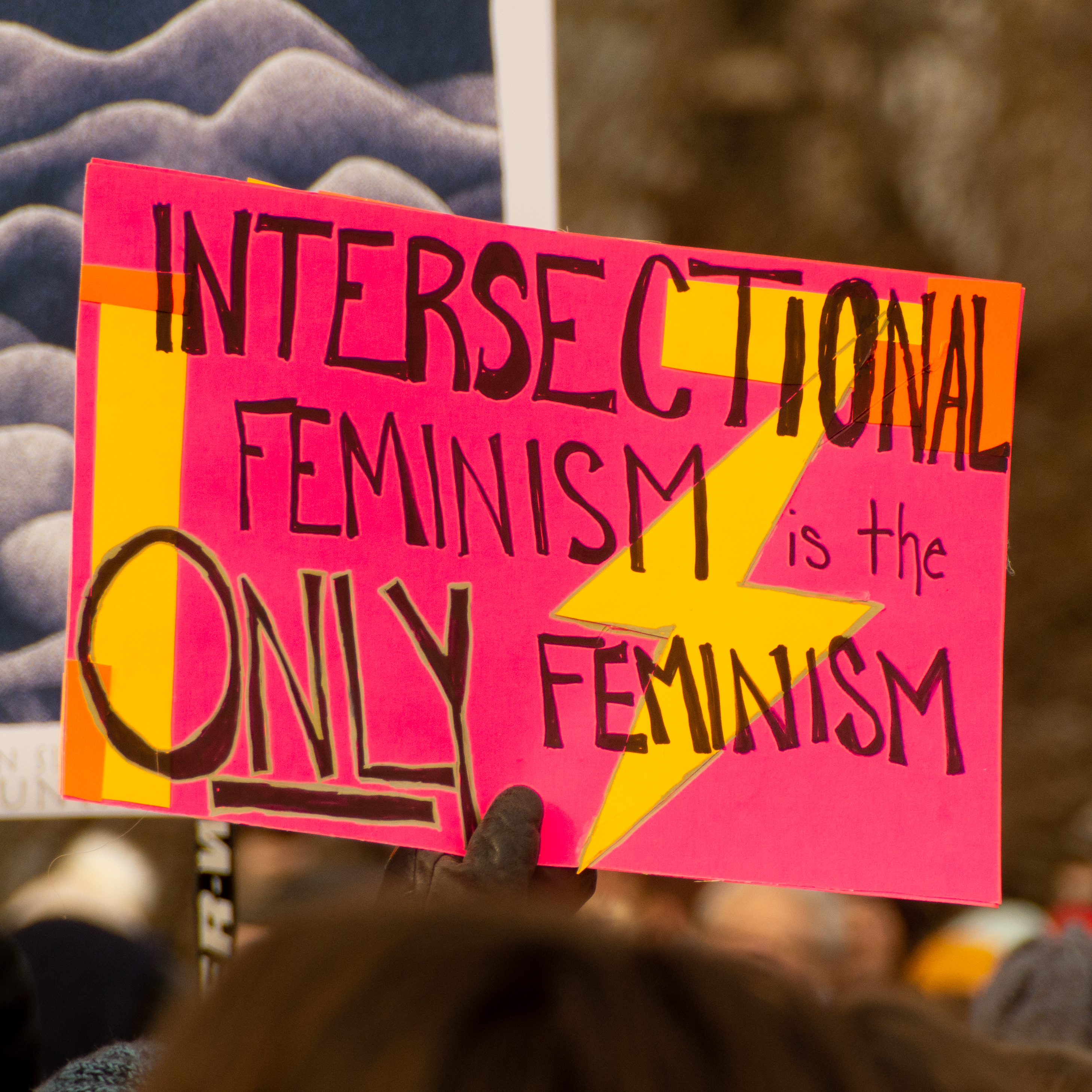
Cartaz sobre feminismo interseccional

A interseccionalidade é um conceito acadêmico, das ciências sociais, podendo ser usada como uma ferramenta analítica que pode ser adaptada para diversas formas, permitindo a análise de diferentes fenômenos e problemas sociais para pensar as desigualdades, porém se desenvolve e abarca outros sentidos, como de ferramenta de intervenção política — com a apropriação dos movimentos sociais e da ONU, por exemplo, que a entendem como um instrumento político, de enfrentamento das desigualdades, e de identidade coletiva — em que alguns agentes — movimentos sociais, principalmente de mulheres, preferem se valer da interseccionalidade como um jeito de se autonomear. Resumindo, a interseccionalidade surge como conceito acadêmico de intervenção jurídica, mas sofre mutações e pode ser referida a partir dessas múltiplas possibilidades.
A interseccionalidade é um paradigma importante no conhecimento acadêmico e em contextos mais amplos, como o trabalho de justiça social ou demografia, no entanto, as dificuldades surgem devido às muitas complexidades envolvidas no processo das "conceituações multidimensionais" que explicam a maneira em que as categorias socialmente construídas de diferenciação interagem para criar uma hierarquia social, identidades subalternas, subordinações de gênero, de classe e de raça e de opressões estruturantes da matriz colonial moderna. Por exemplo, a interseccionalidade sustenta que não há experiência singular de uma identidade. Ao invés de compreender a saúde dos homens e das mulheres apenas pelo prisma do gênero, é necessário considerar outras categorias sociais como classe, habilidade, nação ou raça, para ter uma compreensão mais completa da gama de preocupações com a saúde destes - homens e mulheres.
A teoria da interseccionalidade também sugere que formas e manifestações de opressão aparentemente discretas são moldadas por uma outra (mutuamente co-constitutiva). Assim, para compreender plenamente a racialização dos grupos oprimidos, deve-se investigar as maneiras pelas quais a racialização se estrutura, seus processos e suas representações sociais (ou ideias que pretendem representar grupos e membros do grupo na sociedade) são moldadas por gênero, classe, sexualidade etc. Enquanto a teoria começou como uma exploração da opressão das mulheres negras dentro da sociedade, hoje a análise é potencialmente aplicada a todas as categorias — incluindo status geralmente vistos como dominantes quando vistos como estados independentes. 
Como escreveu Kimberlé Crenshaw, "numa sociedade em que as discussões em torno da igualdade e justiça se tornam cada vez mais prementes, a compreensão da experiência humana deve evoluir para uma visão mais holística e abrangente".  A teoria da interseccionalidade emerge como uma resposta à limitação das análises que tratam as identidades de forma isolada. Em vez de considerar uma única dimensão da identidade, a abordagem interseccional reconhece que as pessoas estão sujeitas a uma miríade de formas de opressão e privilégio, que não podem ser dissociadas umas das outras. "O que muitas vezes chamamos de experiência é, na verdade, uma experiência de classe, uma experiência de género, uma experiência de raça". 

## Contexto histórico
O conceito de interseccionalidade surgiu a partir de círculos sociológicos no final dos anos 1960 e início dos anos 1970 em conjunto com o movimento feminista multirracial. Ele veio como parte de uma crítica do feminismo radical que tinha desenvolvido na década de 1960 o pensamento conhecido como "teoria feminista revisionista". Esta teoria feminista revisionista "desafiou a noção de que" gênero "foi o principal fator determinante no destino de uma mulher".
O movimento liderado por mulheres negras contestou a ideia de que as mulheres eram uma categoria homogênea essencialmente compartilhando as mesmas experiências de vida. Este argumento foi a constatação de que as mulheres brancas da classe média não serviam como uma representação precisa do movimento feminista como um todo. Reconhecendo que as formas de opressão vividas por mulheres brancas de classe média eram diferentes das que eram experimentadas pelas negras, as mulheres pobres, ou com deficiência, as feministas procuraram compreender as maneiras em que gênero, raça e classe combinados "determinam o destino do feminino". Leslie McCall, uma teórica líder da interseccionalidade, argumenta que a introdução da teoria da interseccionalidade foi vital para a sociologia, alegando que, antes de seu desenvolvimento havia pouca pesquisa que especificamente se dirigia às experiências de pessoas que são submetidas a múltiplas formas de subordinação dentro da sociedade. Como Bell Hooks, notável estudiosa, coloca de forma eloquente: "a luta para acabar com o racismo e a luta para acabar com o sexismo estão naturalmente entrelaçadas e fazê-las separar era negar uma verdade básica da nossa existência, que a raça e o sexo são ambos faces imutáveis da identidade humana" (Hooks, 1981).
O termo que também tem laços históricos e teóricos com o conceito de simultaneidade avançou na década de 1970 por membros do Coletivo Combahee River, em Boston, Massachusetts. Os membros deste grupo articularam uma consciência de que as suas vidas — e suas formas de resistência à opressão — eram profundamente moldadas pelas influências simultâneas de raça, classe, gênero e sexualidade. Assim, as mulheres do Coletivo Combahee River adiantaram uma compreensão de experiências afro-americanas que desafiou análises emergentes dos movimentos sociais centrados no homem, no indígena e no negro bem como aqueles do branco, de classe média e das feministas heterossexuais. O feminismo interseccional pode se caracterizar como uma luta étnica-nacional contra as discriminações, principalmente com os feminismos negro e indígena. O feminismo do Terceiro Mundo também defende estas ideias.
A interseccionalidade foi pensada como conceito da teoria crítica de raça, em 1989, pela jurista, professora e intelectual afro estadunidense Kimberlé Crenshaw, para quem a interseccionalidade permite enxergar a colisão das estruturas, a interação simultânea das avenidas identitárias, além do fracasso do feminismo em contemplar mulheres negras, já que reproduz o racismo. Igualmente, o movimento negro falha pelo caráter machista, oferece ferramentas metodológicas reservadas às experiências apenas do homem negro. Após a Conferência Mundial contra o Racismo, Discriminação Racial, Xenofobia e Formas Conexas de Intolerância (WCAR), em Durban, na África do Sul, em 2001, a interseccionalidade conquistou popularidade acadêmica.  Luiza Bairros editou a seção “Dossiê” da Revista Estudos Feministas, sobre a conferência, em que foram publicados um texto de Crenshaw e outro de Maylei Blackwell e Nadine Naber, lidando com diferentes aspectos do conceito. A teoria interseccional mostra mulheres negras posicionadas em avenidas longe da cisgeneridade branca heteropatriarcal. São mulheres de cor, lésbicas, terceiromundistas, interceptadas pelos trânsitos das diferenciações, sempre dispostos a excluir identidades e subjetividades complexificadas, desde a colonização até a colonialidade.

## Teoria interseccional no Brasil
Embora o termo tenha sido cunhado pela jurista negra norte-americana Kimberlé Crenshaw, em 1989, com foco em raça e gênero, a ideia das opressões cruzadas e indissociáveis de gênero, raça e classe já fazia parte do repertório discursivo de mulheres negras brasileiras desde os anos 1970 e 1980.
Nesse período, muitas integrantes do que viria a se constituir como movimento autônomo começaram suas atividades, em uma dupla militância junto a coletivos de mulheres e de negros brasileiros, os quais reemergiram na década de 1970. Entre elas, Lélia Gonzalez, Beatriz Nascimento, Sueli Carneiro, Tereza Santos, Edna Roland, Luiza Bairros, Matilde Ribeiro e Fátima Oliveira, fundamentais para a construção do pensamento e da prática feminista negra no Brasil. Integraram-se a movimentos que se institucionalizaram partilhando uma ideia essencialista de igualdade: entre as mulheres, raça era uma dimensão secundária, e entre os negros as desigualdades de gênero eram ignoradas.
Com a retomada de mobilizações da sociedade civil, durante a década de 1980, o movimento de mulheres negras no Brasil ganhou expressividade tanto no ativismo negro quanto no feminista. Lélia Gonzalez, nesta década, indagava a sociedade e a academia, em particular, quanto às desvantagens e aos privilégios sobre o sexo (o termo “gênero” não era tão usual como nos debates atuais), a raça e a classe.
O debate sobre interseccionalidade se fez essencial para compreender o contexto de luta de mulheres negras, uma vez que a tríade gênero-raça-classe, ainda hoje, se apresenta como incontornável, no que se refere às relações intragênero e intergênero.. Essa tríade não pode ser analisada separadamente, visto que seu impacto sócio-político-cultural se faz de maneira conjugada. Em especial, as assimetrias advindas do entrecruzamento e da constituição recíproca de gênero, classe e raça seriam incontornáveis para a análise das desigualdades nas sociedades contemporâneas.
O corpo feminino acima utilizado como exemplo, por ser representado por diversas formas e maneiras, assim utilização e entendimento da interseccionalidade pode ser a chave para esse corpo existir de maneira plena. Em um artigo publicado em 2023, é apresentado a pluralidade desses corpos, no qual é analisado uma reportagem sobre travestis e mulheres trans que estão há anos em unidades prisionais masculinas do Brasil. Os autores debatem e questionam:“quem são elas? O que elas têm a dizer? Como levam suas vidas dentro das unidades prisionais masculinas? Como enfrentam o preconceito, o abandono, a violência e a solidão? O que esperam do futuro, após o cumprimento da pena? Como tentativa de responder a essas tantas interrogações que o tema em geral e a reportagem em questão promovem, este estudo se propõe a analisar como as pessoas travestis e mulheres trans, confinadas em unidades prisionais masculinas, enfrentam o preconceito, o abandono, a violência e a solidão” (BIDARTE, 2023; CANTO, 2023; RODRIGUES, 2023).
Uma pessoa com algum grau de deficiência por exemplo, enfrenta desafios adicionais devido a intersecção de sua existência, partindo de um ponto onde essa minoria enfrenta formas únicas de discriminações e exclusões. A análise da interseccionalidade em relação às pessoas com deficiência aborda as dinâmicas e estruturas de uma sociedade de uma maneira cultura e social, estruturas que contribuem que contribuem para oprimir e marginalizar esses indivíduos.
O Brasil é constituído por uma população de 46 milhões habitantes com algum tipo de deficiência de acordo com o Censo de 2010, podendo ser ela visual, auditiva, motora e mental ou intelectual. No qual 8,3% apresentavam pelo menos um tipo de deficiência severa, uma população muitas vezes invisível por tudo o que ela pode ser e definida somente por um desvio exterior. Quando Judith Ellen Heumann, uma ativista falecida em março de 2023, fala para um grupo de pessoas no documentário Crip Camp (2020), “acho que um dos verdadeiros problemas é que, quando você cresce com deficiência, é o fato de você não ser considerado nem homem nem mulher e até mesmo o início de qualquer tipo de relacionamento, sabe, começando em tudo porque você é considerado uma pessoa com deficiência. Você sabe, pessoa sendo, segundo ou assexual” (HEUMANN, 2020).
Essa afirmação leva a reflexão se a ativista está correta, e iniciam diversas questões como, se por algum momento a sociedade consegue enxergar o agente portador de alguma deficiência por além corpo deficiente, e se essa população está vinculada eternamente a ser dominada a somente uma interseccionalidade. Destituídos do direito de serem mulheres, negros, trabalhadores ou pobres, fadados a realidade única do serem pessoas com alguma deficiência e não podendo existir além dessa interseccionalidade.
Essa visão intrincada da experiência humana lança luz sobre a necessidade de uma abordagem que vá além de análises unidimensionais e reconheça as complexas interconexões entre diferentes dimensões da identidade. Essa visão é compartilhada pelos olhos do campista Jimmy Lebrecht expõe uma visão impressionante de como a sociedade não assimila a interseccionalidade que consideram fora do padrão, “Eu queria fazer parte do mundo, mas não via ninguém como eu nele”. Expondo a necessidade de o grupo de campista em sempre ter que se adaptar ao mundo que não está pronto para dar o acesso universal que eles têm por direito por direito, constantemente não reconhecendo seus corpos e sua identidade.
Para melhor entender a multiplicidade das experiências humanas e a complexidade das desigualdades sociais vividas por minorias, como portadores de deficiências, pessoas não brancas e mulheres, é inevitável reconhecer as interseções entre diferentes formas de opressão e privilégio. Utilizando a interseccionalidade como base, pode-se visualizar as múltiplas camadas de identidade e assim, lutar contra todas as formas de discriminação, em busca de uma igualdade genuína para todas as pessoas.

## Aplicação nos estudos de mídia

### Imprensa feminista negra
Como modo de se contrapor ao discurso dominante e ao discurso colonial, partindo do entendimento de que a imprensa alternativa, na qual a imprensa feminista se insere, é um forte indicador da densa produção dos agentes civis desejosos da transformação social por vias democráticas, há veículos jornalísticos, como o Nzinga Informativo (1985-1989) e Nós, Mulheres da Periferia (2012), que são exemplos elucidativos quanto à aplicabilidade do conceito de interseccionalidade na imprensa feminista brasileira, ao trazerem a agenda de raça, classe e gênero, a partir das vozes das mulheres negras, sujeitos políticos nas lutas por direitos.
As mulheres negras, ao se mobilizarem em prol de uma agenda contra a hierarquização de raça, classe e gênero – inclusive entre as próprias mulheres –, têm nos veículos jornalísticos ferramentas estratégicas de efetivação do debate e da amplificação de suas vozes, há tanto deslegitimadas e silenciadas.

#### Nzinga Informativo
Há poucos registros acadêmicos deste que é considerado como um importante momento da história do movimento negro e do movimento feminista negro no Brasil. Lançado em 1985, no Rio de Janeiro, o Nzinga Informativo trazia, desde seu projeto, uma definição muito direcionada de seus propósitos e seu público. Por meio de suas páginas, o debate sobre o racismo e o sexismo, que afetavam (e ainda afetam) as mulheres negras sempre teve maior destaque. As fundadoras e principais participantes eram originárias, principalmente, dos movimentos negro e de favelas: Lélia Gonzalez (MN), Elizabeth Viana (MN), Rosália Lemos (MN), Jurema Batista (MF), Geralda Alcântara (MF), e Miramar da Costa Correia (movimento de bairros), entre outras. 
O nome do coletivo, uma sugestão de Lélia Gonzalez, vincula-se à preocupação em resgatar um passado histórico, homenageando a rainha africana Nzinga (1583-1663) e sua luta para enfrentar o colonialismo português em Angola. Assim, a escolha da simbologia da organização refletia as relações que definiam o coletivo – o movimento negro e o feminista, embora com a predominância das mulheres negras, por meio da representação da rainha angolana.
Foram publicados cinco números do jornal: junho/1985, julho/1985, fevereiro-março/1986, julho-agosto/1988 e março/1989. A valorização da população negra e, em especial, das mulheres negras, é o ponto central do Nzinga Informativo. No que se refere à comunidade negra, o jornal aborda assuntos como discriminação racial, movimentos negros, mulheres negras, cultura negra e escritores negres. A experiência do coletivo é interessante por ter buscado desenvolver na prática as categorias de raça, classe e gênero. 

#### Nós, Mulheres da Periferia
Quase 30 anos depois do primeiro número do Nzinga Informativo ser distribuído, um grupo de mulheres formado, em sua maioria, por negras, moradoras de diferentes regiões periféricas da cidade de São Paulo e jornalistas, criou o coletivo Nós, Mulheres da Periferia, em 2012.
O grupo, por meio do trabalho jornalístico, estimula a difusão das vozes das mulheres negras, em especial, as periféricas, destacando que as opressões combatidas permanecem as mesmas, na aglutinação de gênero, raça e classe.
É apresentado como um coletivo jornalístico independente, transparente e apartidário, cuja principal diretriz é difundir conteúdos autorais produzidos por mulheres e a partir da perspectiva de mulheres, tendo como fio condutor editorial a intersecção de gênero, raça, classe e território. Sua formação inicial é composta por Jéssica Moreira, Semayat Oliveira, Cíntia Gomes, Bianca Pedrina, Mayara Penina, Priscila Gomes, Regiany Silva, Lívia Lima e Aline Kátia Melo.

#### Blogueiras Negras
A criação do Blogueiras Negras (BN), em 2012, também trouxe algumas inovações discursivas. O que distingue o BN de outros grupos que o seguiram é o formato e o conteúdo de suas reivindicações, já que as pautas são menos institucionais, caracterizadas pelo surgimento de coletivos que não priorizam como estratégia manter um diálogo cooperativo com o Estado e cujos repertórios discursivos são forjados em blogs, mas também em páginas (individuais e coletivas) no Facebook e, em menor grau, em perfis no Twitter, Instagram e Youtube, além de outras redes sociais.
Seu vocabulário e a sua prática diferem do padrão de ativismo institucional empregado por ativistas negras das décadas anteriores.

### Revista Eptic
A Revista Eptic (Revista Eletrônica Internacional de Economia Política) é o espaço mais destacado da visibilidade na pesquisa em EPC (Economia Política da Comunicação) em língua portuguesa e não está livre de conﬂitos internos. A inﬂuência patriarcal associada às práticas estruturais de apagamento, exclusão e deslegitimação tem sido debatida no plano internacional, especialmente na literatura em língua inglesa. Um ponto de similaridade com muitas revistas científicas do setor é a centralidade masculina e branca nos espaços que reﬂetem diretamente a orientação editorial da revista.
O apagamento da presença feminina nas publicações da EPC latino-americana ocorre sistematicamente ao longo das décadas que percorrem a sua estruturação no cenário acadêmico nacional. A perspectiva de raça mostra-se um desafio central para o processo de construção inclusiva do campo. A própria inexistência de metadados relativos à raça denota o apagamento racial na EPC. Não se pode medir a participação de autoras e autores negros no campo. Nesse contexto, o parecer cego - avaliação anônima da produção - é uma garantia de que o trabalho será avaliado por seu caráter científico, sem que uma perspectiva mais personalista seja a impulsionadora de sua aprovação ou rejeição. No entanto, cabe às revistas indicar as/os pareceristas, a partir de sua trajetória e conhecimento do campo ao qual se vincula aquele trabalho submetido. Se não houver renovação do corpo editorial e, consequentemente, do corpo de pareceristas, novas discussões permanecerão não sendo consideradas aptas para tais espaços.
O artigo Algorithms of Oppression: how search engines reinforce racism, de Safya Umoja Noble (2018), publicado na Eptic, se dedicou ao estudo de como os algoritmos de busca do Google se tornam racistas porque reﬂetem os preconceitos e valores das pessoas que os criam. Nele, se demonstra como os algoritmos reproduzem padrões negativos contra mulheres, em especial mulheres negras, e outras populações marginalizadas, enquanto, simultaneamente podem estimular usuários para orientações políticas e econômicas reacionárias.
Embora, no Brasil, as análises da EPC interseccionando raça e gênero ainda estejam dando os primeiros passos, buscar a tradução de autoras como Safya Noble, Janet Kwami, Ien Ang, Paula Chakravarty, Rachel Kuo, entre outras, seria uma contribuição efetiva para a democratização do acesso referencial. A abertura do campo para perspectivas que levem em conta gênero, raça, classe e outros marcadores é essencialmente uma questão de complexificação e aprimoramento crítico do próprio campo da Economia Política da Comunicação.